# Königsberger STV
Königsberger Sport- und Turnverein e.V. – niemiecki klub piłkarski z siedzibą w Królewcu, wówczas Königsberg. Istniał w latach 1922–1945.

## Historia
Klub został założony w 1922 roku. W latach 1935–1938 występował w Gaulidze (grupa Ostpreußen, okręg Königsberg), będącej wówczas najwyższą ligą i spędził w niej trzy sezony. Następnie spadł z ligi w wyniku reorganizacji polegającej na połączeniu grup Gauligi – Allenstein, Danzig, Gumbinnen oraz Königsberg w jedną dywizję i zmniejszeniu liczby drużyn uczestniczących w rozgrywkach z 28 do 10. W 1941 roku wziął udział w Pucharze Niemiec. W pierwszej rundzie pokonał 8:3 drużynę SV Prussia-Samland Königsberg, jednak w drugiej przegrał 0:7 z VfB Königsberg i odpadł z rozgrywek.
W 1942 roku awansował z powrotem do Gauligi Ostpreußen i tym razem spędził w niej dwa sezony, które były jednocześnie ostatnimi w funkcjonowaniu tej ligi. W 1945 roku w wyniku przyłączenia Obwodu królewieckiego do ZSRR klub został rozwiązany.

## Występy w Gaulidze
| Liga                                        | Sezon     | Pozycja     |
| ------------------------------------------- | --------- | ----------- |
| Gauliga Ostpreußen Bezirksklasse Königsberg | 1935/1936 | 4.          |
| Gauliga Ostpreußen Bezirksklasse Königsberg | 1936/1937 | 5.          |
| Gauliga Ostpreußen Bezirksklasse Königsberg | 1937/1938 | 7. (spadek) |
| Gauliga Ostpreußen                          | 1942/1943 | 4.          |
| Gauliga Ostpreußen                          | 1943/1944 | 7.          |